# Korczowa (Białoruś)
Korczowa, Karczowa, dawniej Tuhanowicze (biał. Карчова, Тугановічы) – agromiasteczko na Białorusi w rejonie baranowickim obwodu brzeskiego położona nad rzeką Serwecz przy odnodze drogi z Baranowicz i Horodyszczy do Cyryna i Korelicz. Tuhanowicze stanowiły kiedyś oddzielny majątek, obecnie jest to część wsi Korczowa.
W okresie II Rzeczypospolitej w województwie nowogródzkim, w powiecie baranowickim.
Miejscowość jest siedzibą parafii prawosławnej; znajduje się tu cerkiew pw. św. Serafina z Sarowa.

## Historia
Według legendy, znajdowała się tu siedziba książęcego rodu Tuhanów, pochodzenia tatarskiego. Od XVI wieku własność rodu Massalskich, którzy przyjęli nazwisko Tuhanowskich. W końcu XVIII wieku majątek należał do Wereszczaków herbu Kościesza, tu urodziła się niespełniona miłość Adama Mickiewicza - Maryla Wereszczakówna. Mickiewicz bywał tu w latach 1818–1821 i ostatecznie po ślubie Wereszczakówny z hrabią Wawrzyńcem Puttkamerem rozstał się z nią jesienią 1821 roku w Wilnie. Po śmierci matki Maryli - Franciszki z Ancutów - majątkiem zarządzał Józef Wereszczaka, młodszy brat Maryli. W 1840 roku Tuhanowicze wróciły do Tuhanowskich przez ślub córki Józefa Zofii z Konstantym Tuhanowskim. Jego córka, Józefa Tuhanowska, zapisała majątek Mińskiemu Towarzystwu Rolniczemu z zastrzeżeniem utrzymywania tu szkoły rolniczej, odznaczona Orderem Polonia Restituta.
W czasie I wojny światowej przebiegała tu linia frontu - w czasie ostrzału artyleryjskiego w 1915 roku zniszczeniu uległ dwór z zabudowaniami - została tylko altana ze zrośniętych drzew w parku.

### Zabytki
- kamień filaretów w lesie - legendarne miejsce spotkań Mickiewicza z Marylą
- park Wereszczaków z altaną, XVIII w.

Galeria
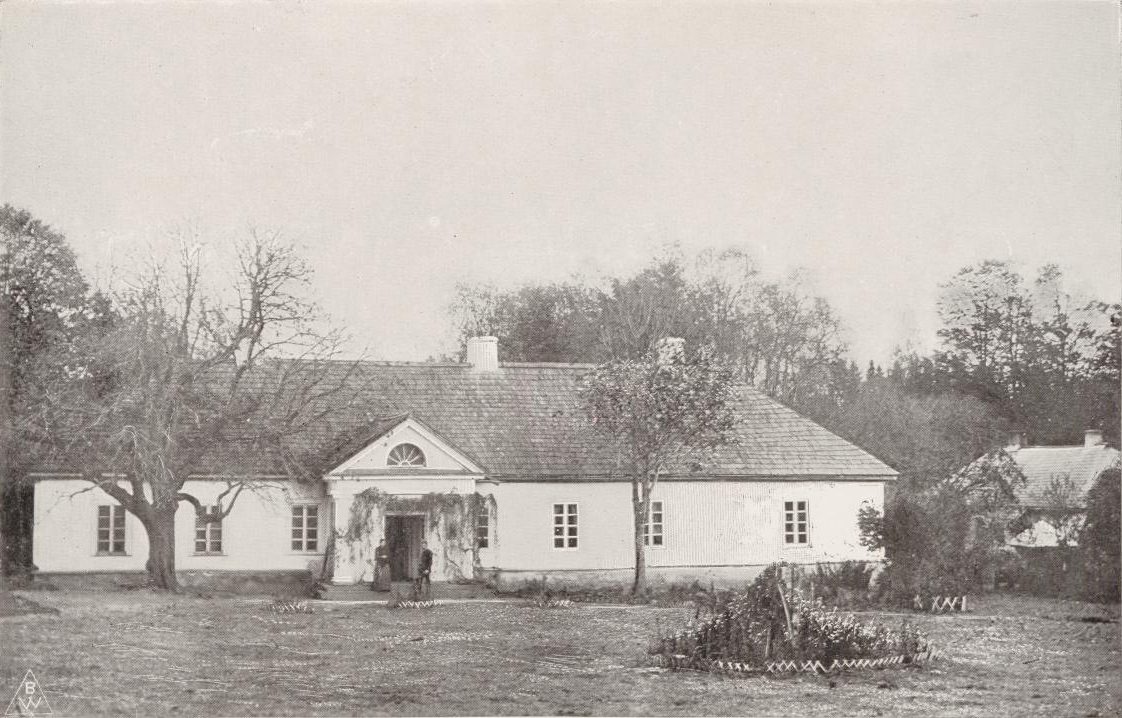
Dwór Wereszczaków
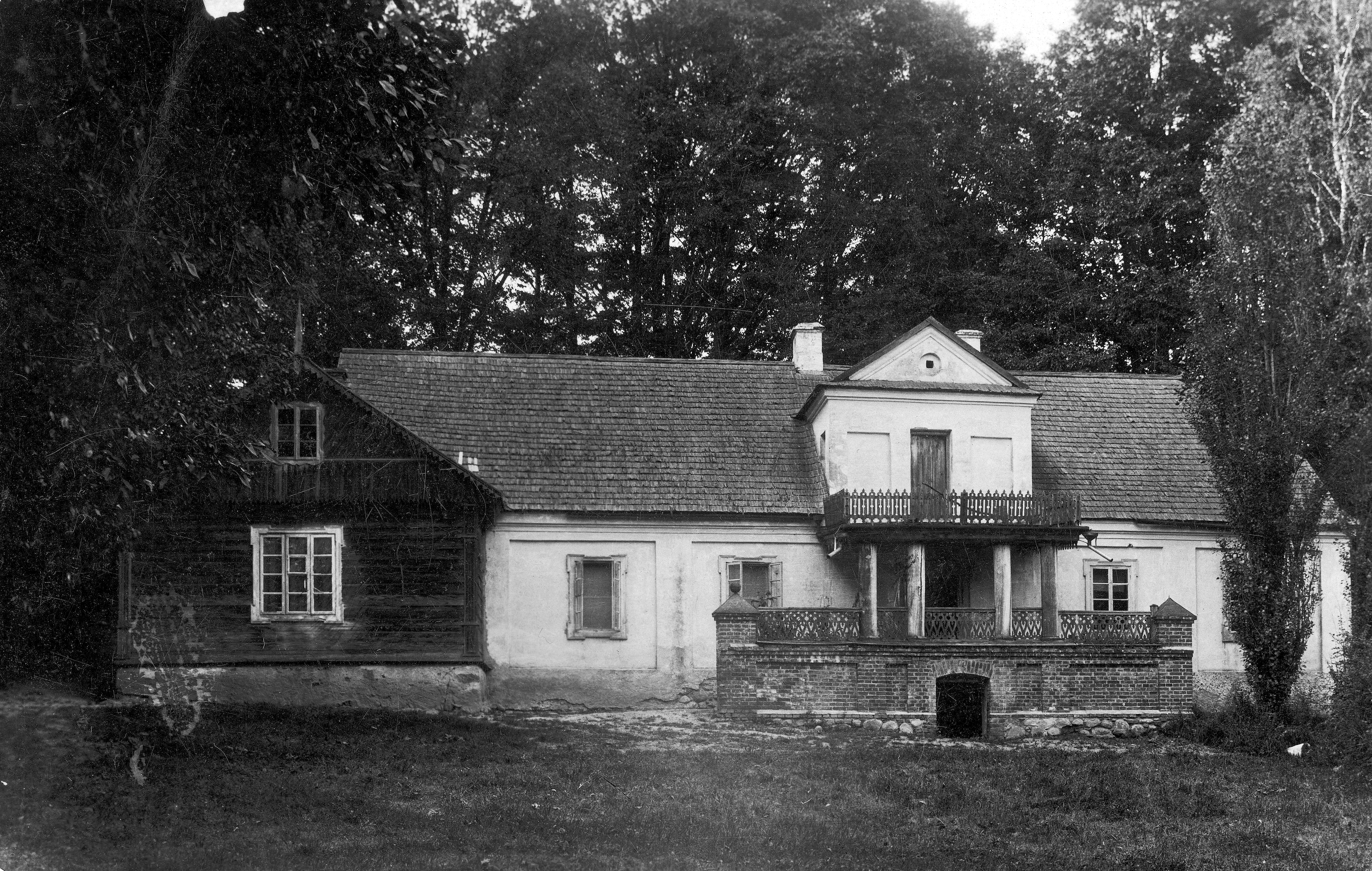
"Murowanka", gdzie mieszkał Adam Mickiewicz
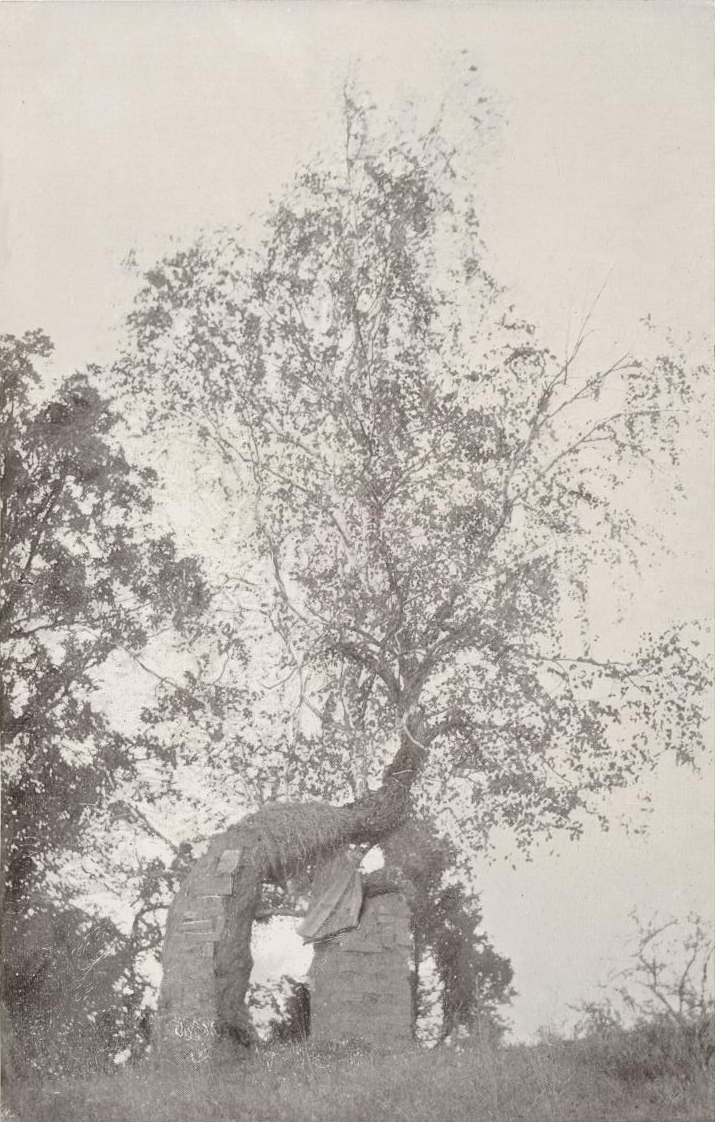
Brzoza posadzona przez Adama Mickiewicza
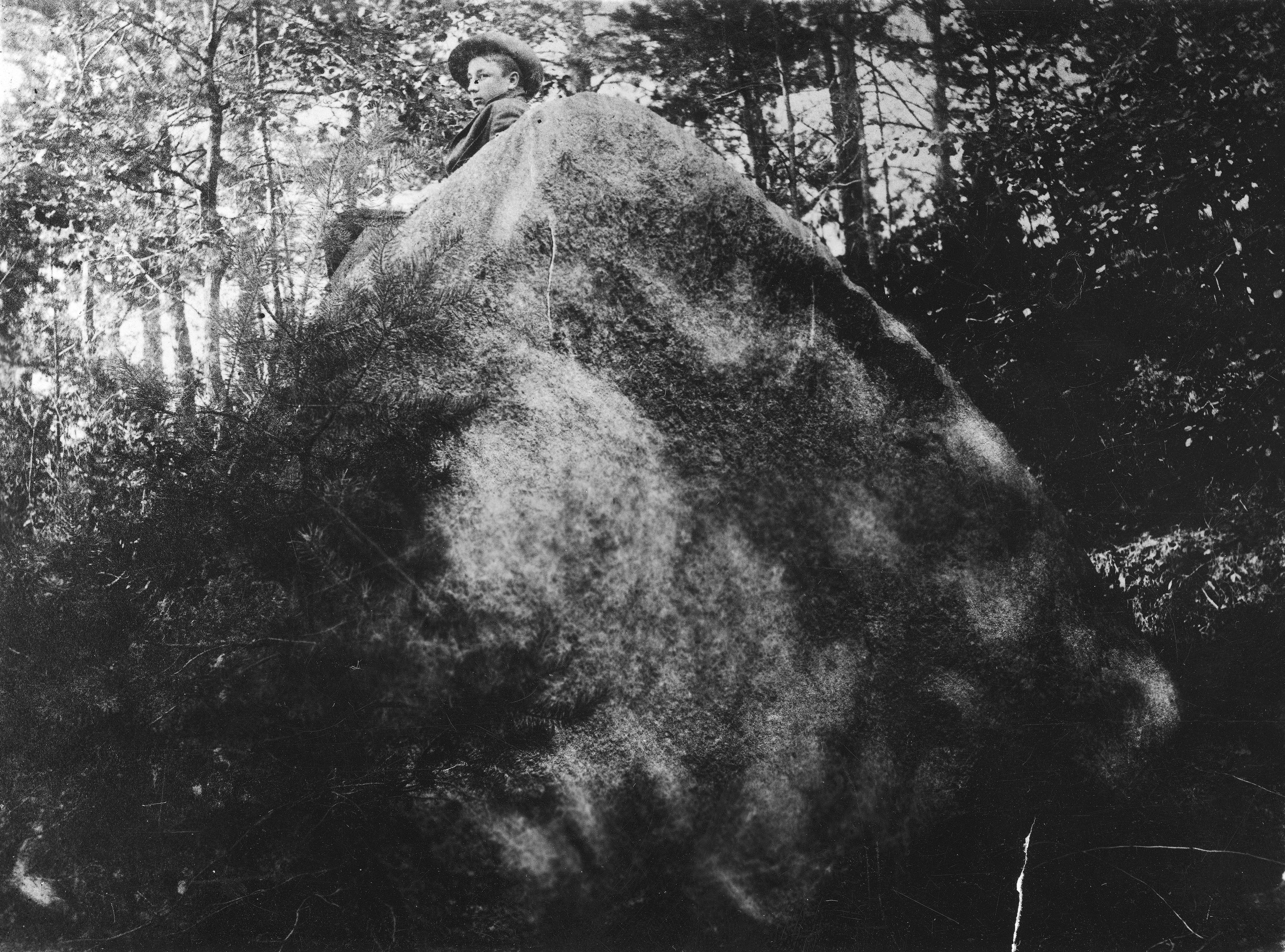
Kamień Filaretów
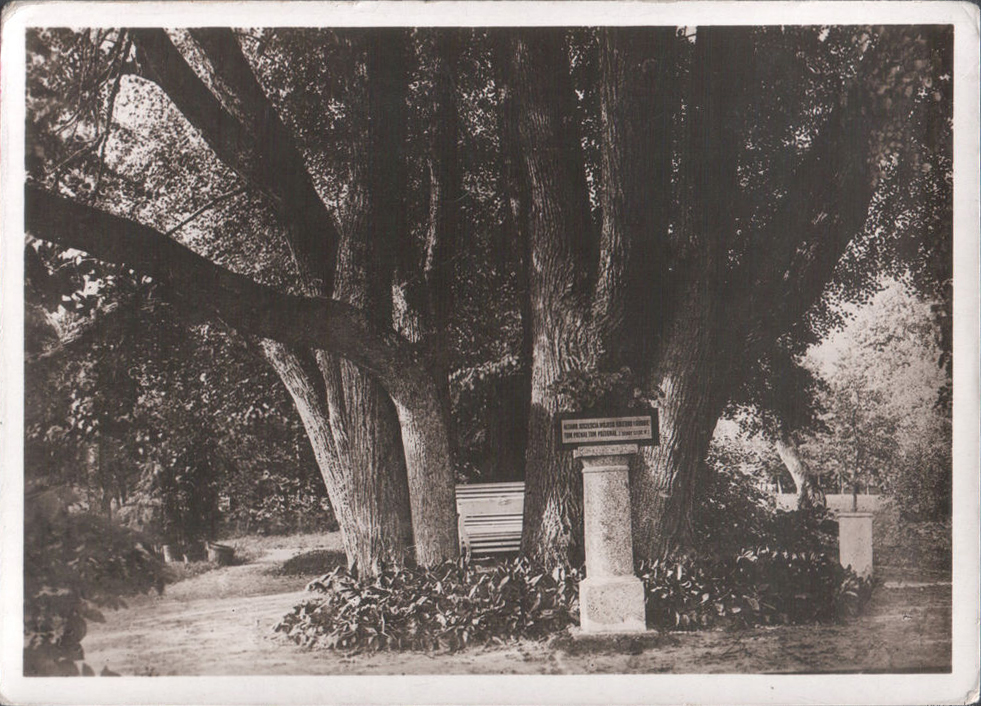
Lipowa altana Adama Mickiewicza